# بريجت إدومووني
بريجت إدومووني (بالإنجليزية: Bright Edomwonyi)‏ (24 أغسطس 1994 ببنين في نيجيريا - ) هو لاعب كرة قدم نيجيري في مركز الهجوم. شارك مع منتخب نيجيريا تحت 20 سنة لكرة القدم. أما مع النوادي، فقد لعب مع شتورم غراتس ونادي ريد بل سالزبورغ ونادي ليفيرينج ونادي واكر إنسبروك (2002) ونادي هارتبيرغ.

## وصلات خارجية
- بريجت إدومووني على موقع اتحاد تركيا (لاعب) (الإنجليزية)
- بريجت إدومووني على موقع قاعدة بيانات كرة القدم.إي يو (الإنجليزية)
- بريجت إدومووني على موقع Soccerway.com (الإنجليزية)
- بريجت إدومووني على موقع عالم كرة القدم.نت (الإنجليزية)